# Paracmotemnus potanus
Paracmotemnus potanus är en stekelart som beskrevs av John S. Noyes och Valentine 1989. Paracmotemnus potanus ingår i släktet Paracmotemnus och familjen dvärgsteklar. Inga underarter finns listade i Catalogue of Life.